# Idricerus xianganus
Idricerus xianganus är en insektsart som beskrevs av C.-k. Yang 1992. Idricerus xianganus ingår i släktet Idricerus och familjen fjärilsländor. Inga underarter finns listade i Catalogue of Life.